# Coppa del Mondo giovani di slittino 2002
La Coppa del Mondo giovani di slittino 2001/2002 fu la quinta edizione del circuito mondiale dello slittino relativo alla categoria giovani -che all'epoca veniva indicata come juniores I-, manifestazione organizzata annualmente dalla FIL; iniziò l'8 dicembre 2001 ad Oberhof in Germania e si concluse il 27 gennaio 2002 a Schönau am Königssee in Germania e si svolse in contemporanea alla medesima competizione riservata agli juniores. Si disputarono otto gare: quattro prove nel singolo donne ed altrettante nel singolo uomini in quattro differenti località.
Le coppe di cristallo, trofeo conferito ai vincitori del circuito, furono assegnate alla tedesca Sindy Linke per quanto concerne il singolo donne ed al connazionale Thomas Coburger nel singolo uomini.

## Calendario
| Tappa  | Località             | Pista               | Data                | Singolo | Singolo |
| Tappa  | Località             | Pista               | Data                | Donne   | Uomini  |
| ------ | -------------------- | ------------------- | ------------------- | ------- | ------- |
| 1      | Oberhof              | Pista di Oberhof    | 8–9 dicembre 2001   | ●       | ●       |
| 2      | Winterberg           | Eisarena Winterberg | 15–16 dicembre 2001 | ●       | ●       |
| 3      | Altenberg            | Eiskanal Altenberg  | 19–20 gennaio 2002  | ●       | ●       |
| 4      | Schönau am Königssee | Eisarena Königssee  | 26–27 gennaio 2002  | ●       | ●       |
| Totale | Totale               | Totale              | Totale              | 4       | 4       |

## Risultati

### Singolo donne
| Data             | Località             | Nazione  | Prima classificata           | Seconda classificata         | Terza classificata           | RU    |
| ---------------- | -------------------- | -------- | ---------------------------- | ---------------------------- | ---------------------------- | ----- |
| 9 dicembre 2001  | Oberhof              | Germania | Stefanie Kappen Germania     | Sindy Linke Germania         | Heike Kobylka Germania       | [ 3 ] |
| 16 dicembre 2001 | Winterberg           | Germania | Samantha Retrosi Stati Uniti | Heike Kobylka Germania       | Sindy Linke Germania         | [ 4 ] |
| 20 gennaio 2002  | Altenberg            | Germania | Sindy Linke Germania         | Stefanie Kappen Germania     | Samantha Retrosi Stati Uniti | [ 5 ] |
| 27 gennaio 2002  | Schönau am Königssee | Germania | Julia Clukey Stati Uniti     | Samantha Retrosi Stati Uniti | Sindy Linke Germania         | [ 6 ] |

### Singolo uomini
| Data             | Località             | Nazione  | Primo classificato       | Secondo classificato          | Terzo classificato            | RU    |
| ---------------- | -------------------- | -------- | ------------------------ | ----------------------------- | ----------------------------- | ----- |
| 8 dicembre 2001  | Oberhof              | Germania | Robert Eschrich Germania | Thomas Coburger Germania      | Matthew Mortensen Stati Uniti | [ 7 ] |
| 15 dicembre 2001 | Winterberg           | Germania | Robert Eschrich Germania | Thomas Coburger Germania      | Daniel Pfister Austria        | [ 8 ] |
| 19 gennaio 2002  | Altenberg            | Germania | Robert Eschrich Germania | Daniel Pfister Austria        | Thomas Coburger Germania      |       |
| 26 gennaio 2002  | Schönau am Königssee | Germania | Thomas Coburger Germania | Matthew Mortensen Stati Uniti | Georg Hölzl Germania          | [ 9 ] |

## Classifiche

### Singolo donne
| Pos. | Nome               | Nazione     | Risultati ottenuti | Risultati ottenuti | Risultati ottenuti | Risultati ottenuti | Punti totali |
| Pos. | Nome               | Nazione     | OBE                | WIN                | ALT                | KÖN                | Punti totali |
| ---- | ------------------ | ----------- | ------------------ | ------------------ | ------------------ | ------------------ | ------------ |
| 1    | Sindy Linke        | Germania    | 2                  | 3                  | 1                  | 3                  | 325          |
| 2    | Samantha Retrosi   | Stati Uniti | 4                  | 1                  | 3                  | 2                  | 315          |
| 3    | Stefanie Kappen    | Germania    | 1                  | 9                  | 2                  | 4                  | 284          |
| 4    | Julia Clukey       | Stati Uniti | 5                  | 7                  | 4                  | 1                  | 261          |
| 5    | Heike Kobylka      | Germania    | 3                  | 2                  | 5                  | 7                  | 256          |
| 6    | Romana Nováková    | Slovacchia  | 6                  | 4                  | 8                  | 5                  | 207          |
| 7    | Megan Sweeney      | Stati Uniti | 10                 | 5                  | 7                  | 6                  | 187          |
| 8    | Meaghan Simister   | Canada      | 9                  | 6                  | 6                  | 8                  | 181          |
| 9    | Jana Šišajová      | Slovacchia  | 8                  | 15                 | 10                 | 11                 | 138          |
| 10   | Kristīne Jākobsone | Lettonia    | 7                  | 8                  | DNF                | 9                  | 127          |

### Singolo uomini
| Pos. | Nome                | Nazione     | Risultati ottenuti | Risultati ottenuti | Risultati ottenuti | Risultati ottenuti | Punti totali |
| Pos. | Nome                | Nazione     | OBE                | WIN                | ALT                | KÖN                | Punti totali |
| ---- | ------------------- | ----------- | ------------------ | ------------------ | ------------------ | ------------------ | ------------ |
| 1    | Thomas Coburger     | Germania    | 2                  | 2                  | 3                  | 1                  | 340          |
| 2    | Robert Eschrich     | Germania    | 1                  | 1                  | 1                  | 11                 | 334          |
| 3    | Daniel Pfister      | Austria     | 8                  | 3                  | 2                  | 4                  | 257          |
| 4    | Georg Hölzl         | Germania    | 5                  | 4                  | 8                  | 3                  | 227          |
| 4    | Matthew Mortensen   | Stati Uniti | 3                  | 8                  | 13                 | 2                  | 227          |
| 6    | Domen Pociecha      | Slovenia    | 10                 | 11                 | 5                  | 8                  | 167          |
| 7    | Christopher Mazdzer | Stati Uniti | 11                 | 12                 | 6                  | 6                  | 166          |
| 8    | Marco Korrodi       | Svizzera    | 9                  | 5                  | –                  | 5                  | 149          |
| 9    | Richard Grill       | Germania    | 6                  | 10                 | 4                  | DNF                | 146          |
| 10   | Dan Joye            | Stati Uniti | 4                  | 6                  | 12                 | DNS                | 142          |